# Melissa Villaseñor
Melissa Anne Villaseñor, född den 9 oktober 1987 i Whittier i Kalifornien, är en amerikansk komiker, skådespelare och musiker. Hon var en del av den fasta ensemblen i sketchprogrammet Saturday Night Live mellan 2016 och 2022.

## Biografi
Villaseñors föräldrar kommer från Mexiko. Hon började ägna sig åt ståuppkomik vid 15 års ålder.
Hon anlitas ofta som röstskådespelare och har även ägnat sig åt imitationer. Under sin tid på Saturday Night Live imiterade hon bland andra Björk, Dolly Parton och Owen Wilson. Vid sidan av komiken och skådespeleriet ägnar hon sig även åt musik och hennes debutalbum Dreamer släpptes 2019.
År 2021 var hon programledare för Independent Spirit Awards.